# Sophie Menke
Sophie Menke es una deportista alemana que compite en vela en la clase Europe. Ganó dos medallas de bronce en el Campeonato Mundial de Europe, en los años 2023 y 2025.

## Palmarés internacional
| Campeonato Mundial | Campeonato Mundial     | Campeonato Mundial | Campeonato Mundial |
| Año                | Lugar                  | Medalla            | Clase              |
| ------------------ | ---------------------- | ------------------ | ------------------ |
| 2023               | Vallensbæk (Dinamarca) | Medalla de bronce  | Europe             |
| 2025               | Torbole (Italia)       | Medalla de bronce  | Europe             |